# Лав Камењев
Лав Борисович Камењев (рус. Лев Бори́сович Ка́менев, рођен као Лав Борисович Розенфељд; 18. јул 1883 — 25. август 1936) је био бољшевички револуционар јеврејског порекла и утицајни совјетски политичар, познат као први председник Совјетске Русије, један од најмоћнијих политичара у првим годинама совјетске државе, али и једна од првих истакнутих жртава Велике чистке.

## Биографија
Рођен је у породици јеврејског железничког радника који је, упркос скромног порекла, зарадио довољно новаца да сину обезбеди студије на Московском универзитету. Он је прекинут због његовог хапшења од стране царских власти 1902. године; годину дана раније се Камењев прикључио РСДРП, те оженио Олгу Бронштајн, сестру Лава Троцког са којом је имао два сина. У емиграцији је заједно са Григоријем Зиновјевим постао блиски сарадник Владимира Лењина. Почетком 1914. се вратио у Русију како би руководио бољшевичком фракцијом у Думи, али је након избијања Првог светског рата ухапшен и прогнан у Сибир. Одатле је пуштен након Фебруарске револуције 1917. године.
Камењев и Зиновјев су се пред Октобарску револуцију сукобили са Лењином, противећи се плану оружаног преузимања власти. Упркос томе, Камењев је непосредно након револуције проглашен првим председником Совјетске Русије, а потом је за време грађанског рата водио низ државних функција. Тада се, упркос породичним везама, посвађао са Троцким, те је крајем 1923. заједно са Зиновјевим и Стаљином створио тзв. тријумвират који је спречио Троцког да преузме Партију и државу након Лењинове смрти. Камењев је од 1923. до 1924. вршио дужност совјетског премијера. Године 1925. се тријумвират распао, при чему се Камењев определио за Зиновјева и делио његову политичку судбину. Стаљин је у тој борби победио, искористивши фракцију Николаја Бухарина, тако да су Зиновјев и Камењев 1927. године избачени из Централног комитета након што су без успеха са Троцким покушали створити тзв. Уједињену опозицију. За разлику од Троцког, који је избачен из Партије и отишао у егзил, Камењев је признао своје "погрешке" те задржао чланство у Партији те следећих неколико година обављао ниже административне дужности. Из Партије је крајем 1932. избачен након тзв. Рјутинове афере, али је у њено чланство враћен у децембру 1933. године.
Након што је 1. децембра 1934. убијен популарни лењинградски партијски вођа Сергеј Киров, Камењев је ухапшен и избачен из Партије. Следеће је године на суђењу признао "морално саучесниство" у убиство, а на затвореном суђењу за тзв. Кремаљску аферу био осуђен на 10 година затвора. Током издржавања казне је у лето 1936. године доведен у Москву где му се заједно са Зиновјевим судило у тзв. Првом московском процесу. На њему је био оптужен за заверу са Троцким, током које је требало да организује атентате против Стаљина и других совјетских вођа. Камењев је признао кривњу, наводно делом мотивисан и тиме што му је Стаљин лично обећао милост. Упркос томе је осуђен на смрт и погубљен следећи дан. Његов процес се сматра почетком Велике чистке у којој су страдали и чланови његове породице; синови Јуриј и Александар су били погубљени 1938. и 1939. године, а супруга Олга (од које се био развео крајем 1920-их) нешто касније, у тзв. Медвједјевском покољу за време Другог светског рата 1941. године.
Његова друга супруга Татјана Гљебова, са којом се био оженио 1928. године је умрла у логорима; преживео је једино њихов син Владимир Гљебов (1929—1994), који је после постао професор историје на Новосибирском универзитету.